# دس گریفین
دس گریفین نویسنده راست گرای آمریکایی و منتقد سیستم‌های قدرت است. او موضعی مسیحی دارد و بیشتر به مسائل جهانی به خصوص موضوع نظم نوین جهانی آنگونه که در ۶ مارس ۱۹۹۱ توسط جرج بوش مطرح شد علاقه‌مند است. کتاب‌های او سعی دارد روابط بین فساد دولت‌ها و تاثیر برنامه‌های ایلومیناتی خانواده روتشیلد و فراماسونری و بانک‌های جهانی (موضوع‌های متدوال توهم‌های توطئه که بعد از کتاب‌های ویلیام گای کار به شهرت رسیدند) را نشان دهد. دس گریفین به تاثیر مخفیانه خانواده روتشیلد و راکفلر بر سیاست جهانی اعتقاد دارد. کتاب او با نام "رایش چهارم ثروتمندان" هشت بار چاپ شد. در دهه ۱۹۸۰ او به بررسی شخصیت مارتین لوتر کینگ پرداخت و تلاش کرد شخصیت پنهان شده در پس این افسانه را پیدا کند.
در سال ۱۹۷۵ او یکی از بنیان گذاران اصلی انتشارات امیساری بود. او همچنین برای دیگر تارنماها و روزنامه‌های نظریه پرداز توطئه مقاله می‌نویسد، با توجه به مقاله‌های او در مورد صهیونیزم اتحادیه ضد افترا او را یهودی ستیز معرفی کرده است.